# Estación de Rio Tinto
La Estación Ferroviaria de Rio Tinto es una plataforma de ferrocarriles de la Línea del Miño, que sirve a la localidad de Rio Tinto, en el ayuntamiento de Gondomar, en Portugal.

## Historia

### Inauguración
Esta estación se encuentra en el tramo de la Línea del Miño entre Campanhã y Nine, que entró en servicio, junto con el Ramal de Braga, el 21 de mayo de 1875.

### Siglo XX
En la reunión del Consejo de Ministros del 10 de enero de 1934, fueron aprobadas las condiciones para los contratos definitivos para la realización de varias obras en esta estación, referentes a la ejecución de allanado, y a la construcción de un paso inferior, el edificio de pasajeros, los retretes, la fosa y las canalizaciones, un muelle cubierto y otro descubierto, una plataforma de pasajeros y su respectiva calzada, muros de soporte y vallado.

## Características

### Descripción
En 2010, la Estación tenía 2 vías de circulación, ambas mostrando un longitud útil de 480 metros; las respectivas plataformas poseían una extensión de 137 y 161 metros, y 90 centímetros de altura.

### Localización y accesos
Se encuentra junto al Largo de la Estación de los Ferrocarriles, en la localidad de Rio Tinto.
 Autobuses de STCP:
- 803 Boavista - Rio Tinto (Venta Nova)
- 805 Marqués - Rio Tinto (Estación)

 Autobuses de ETG:
- 55 Bolhão - Baguim (Missilva) (a partir del 1 de julio de 2012)
- 68 Hospital de São João - Gondomar (a partir del 1 de julio de 2012)

### Metro
Esta estación es plataforma de la línea F (naranja) del Metro de Porto en la estación Campainha. A pesar de esto, esta estación se encuentra a bastante distancia y no es considerada por el Metro como parada de transbordo para CP.

### Azulejos
En la estación de trenes podemos observar varios azulejos policromáticos, de gran calidad artística, hechos en la Fábrica de la Viuda Lamego, de autoría del pintor Juán Alves de Sá.
En estos azulejos de 1936 está representada la leyenda del origen del nombre de Rio Tinto y escenas de la vida del ciudadano local.
En el panel central de azulejos podemos leer la siguiente inscripción “Batalla En 824 Entre ABD-EL-RAMAN CALIFA DE CORDOBA Y El CONDE HERMENEGILDO”.
La estación posee también una placa de cerámica con el siguiente texto “Concurso de las Estaciones floridas – 1º Prémio 1943 S.N.I.”.

#### Galería de azulejos

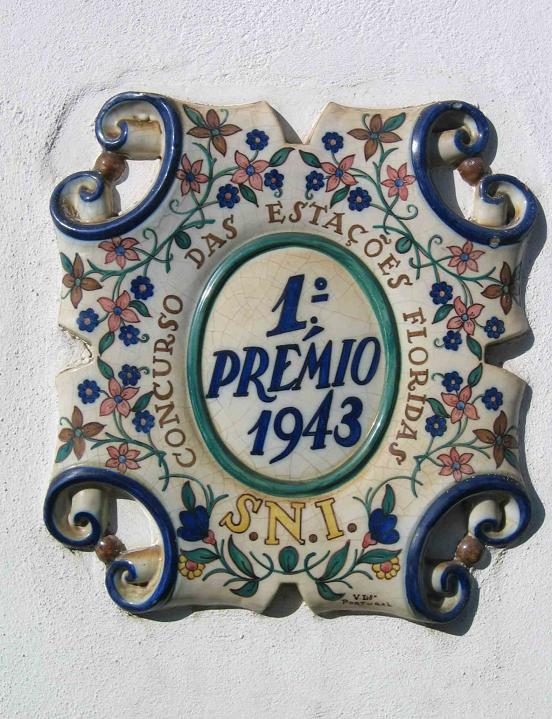
Azulejo - “Concurso de las Estaciones floridas – 1º Prémio 1943”
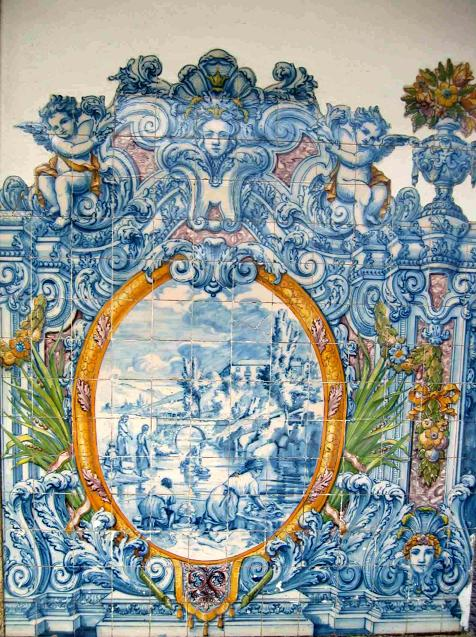
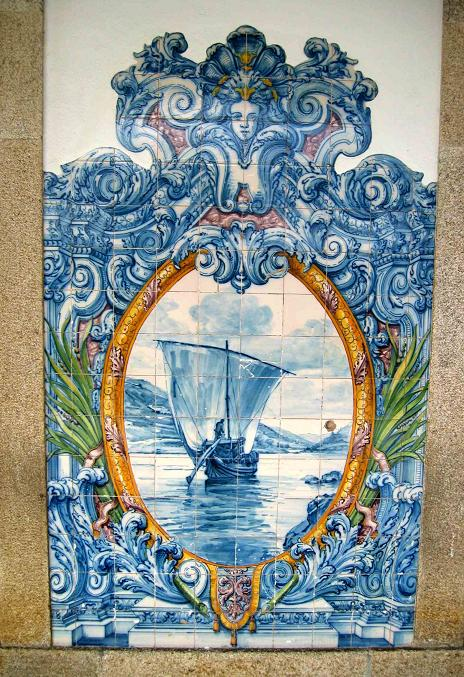
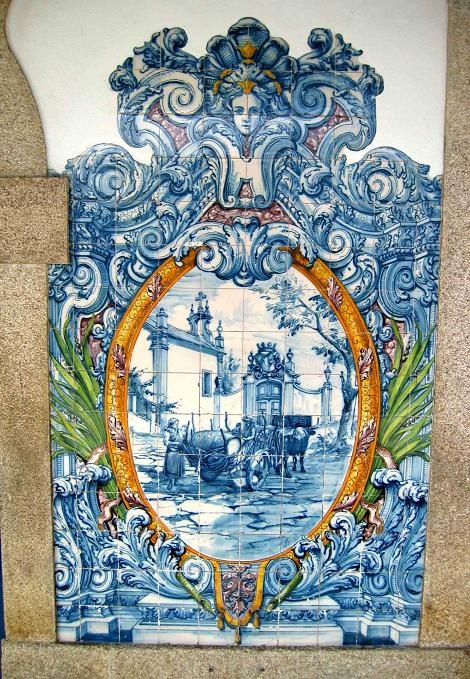
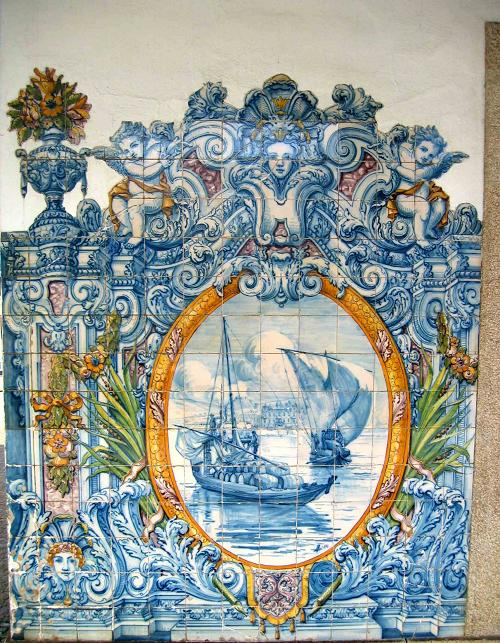
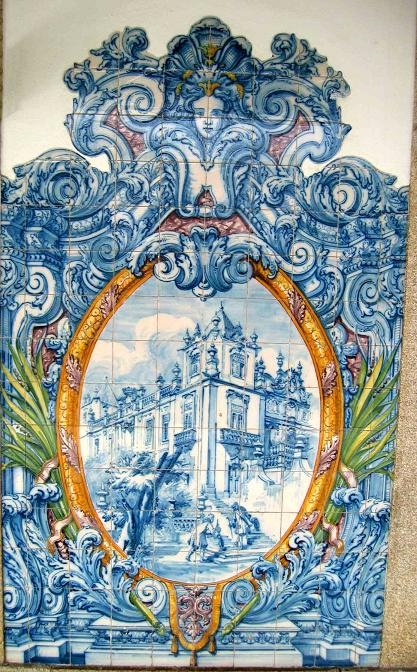
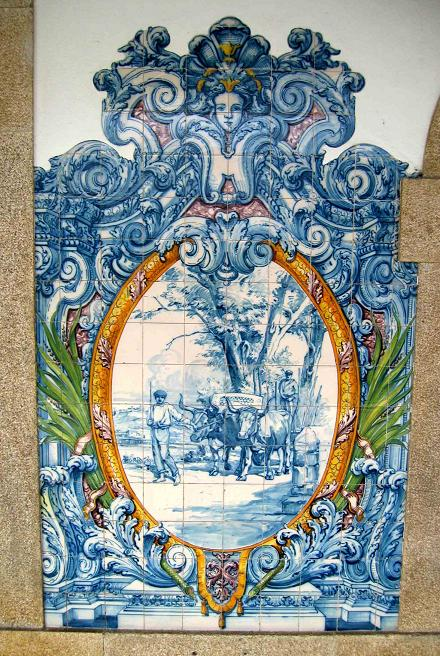
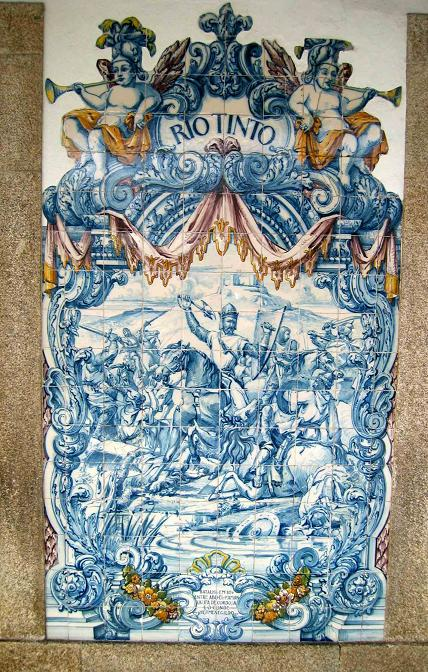
Azulejo - “Batalla En 824 Entre ABD-EL-RAMAN CALIFA DE CORDOBA Y El CONDE HERMENEGILDO” - Estación de Rio Tinto
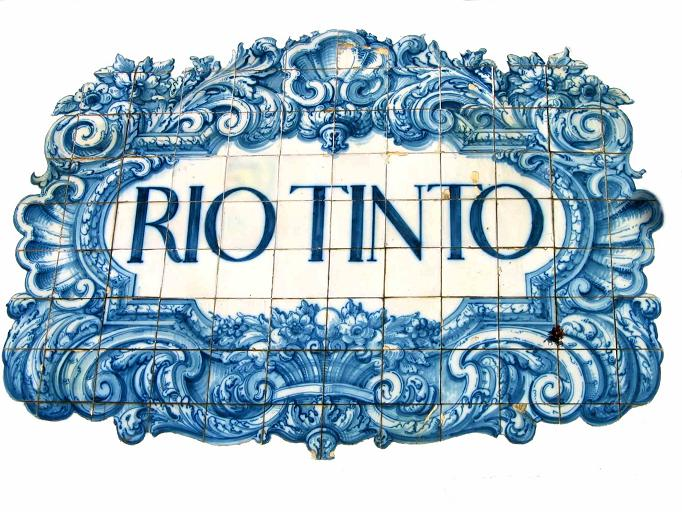